# Chroicocephalus saundersi
La gaviota de Saunders (Chroicocephalus saundersi) es una especie de ave caradriforme de la familia Laridae. Habita en estuarios y marismas intermareales del este de Asia.
Al igual que con otras gaviotas, tradicionalmente ha sido colocada en el género Larus, pero sobre la base de estudios filogenéticos algunas especies han sido trasladadas a Chroicocephalus, sin embargo, se argumenta que es lo suficientemente distinta para colocarla en el género monotípico Saundersilarus.
Está amenazada por la pérdida de hábitat. Uno de sus pocos reductos restantes son los humedales costeros de Yancheng, que alberga alrededor del 20% de la población mundial. El nombre de la especie conmemora al ornitólogo británico Howard Saunders.

## Descripción

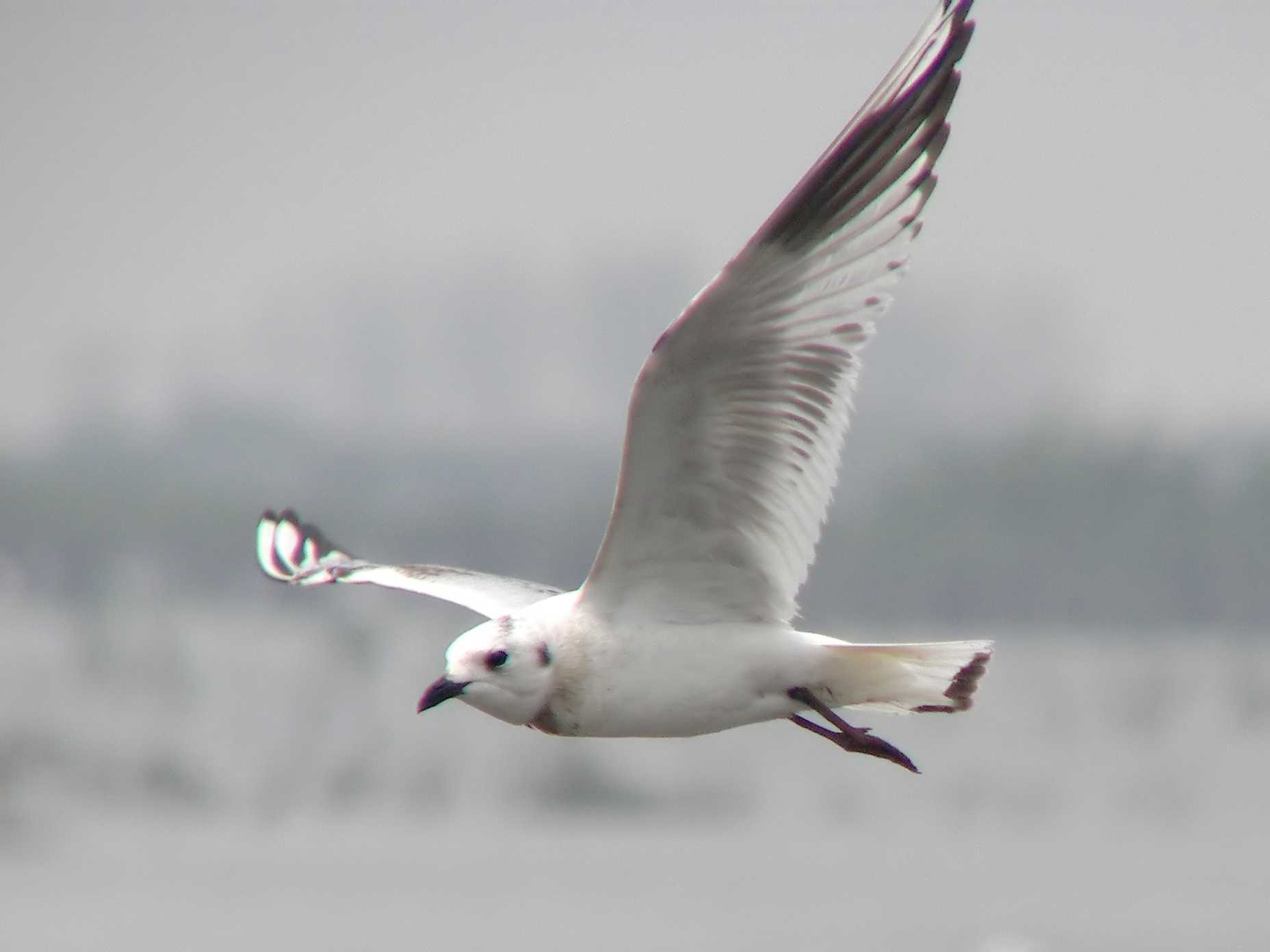
Gaviota de Saunders (Chroicocephalus saundersi), con primer plumaje de invierno, en los humedales de Mai Po, Hong Kong.

Es una especie de gaviota muy pequeña, con una longitud de sólo 33 cm y, entre las gaviotas, sólo la gaviota enana (Hydrocoloeus minutus) es de menor tamaño. Los adultos tienen la nuca y una capucha negra durante la época de reproducción. Tiene el cuerpo de color blanco, las alas gris pálido y una estrecha banda de color negro en la cola. Las patas y el pico son de color negro. Las aves no reproductoras tienen la nuca y una capucha gris moteada y blanco en la punta de las alas con manchas negras en las primarias.

## Distribución y hábitat
Se reproduce en el este de China y la costa oeste de Corea. Cría en las marismas salinas dominadas por Suaeda glauca. Pasa el invierno en el sur de China, Hong Kong, Macao, Taiwán, Corea del Sur, el suroeste de Japón y Vietnam. Su hábitat de invierno son estuarios y estanques de acuicultura y algunas poblaciones se mueven hacia los lagos y pantanos del interior.

## Biología
La gaviota de Saunders atrapa a su presa volando a unos diez metros por encima del suelo y cayendo con rapidez en cualquier presa adecuada que encuentra. De esta manera atrapa gobios, cangrejos, peces y gusanos. También es un cleptoparásito, robando alimentos de otras especies de aves. Es una mal nadador, ya que tiene las patas sólo parcialmente palmeadas, y por lo general permanece en tierra, ascendiendo a la playa durante la marea alta.
Se reproduce en marismas salinas, su nido es una simple rascadura en el suelo. Las aves son monógamas y cada pareja ocupa un territorio. La hembra pone dos o tres huevos en mayo y la incubación dura unos 22 días. Los adultos y las aves jóvenes abandonan sus cuarteles de invierno en octubre.